# Costa Blanca

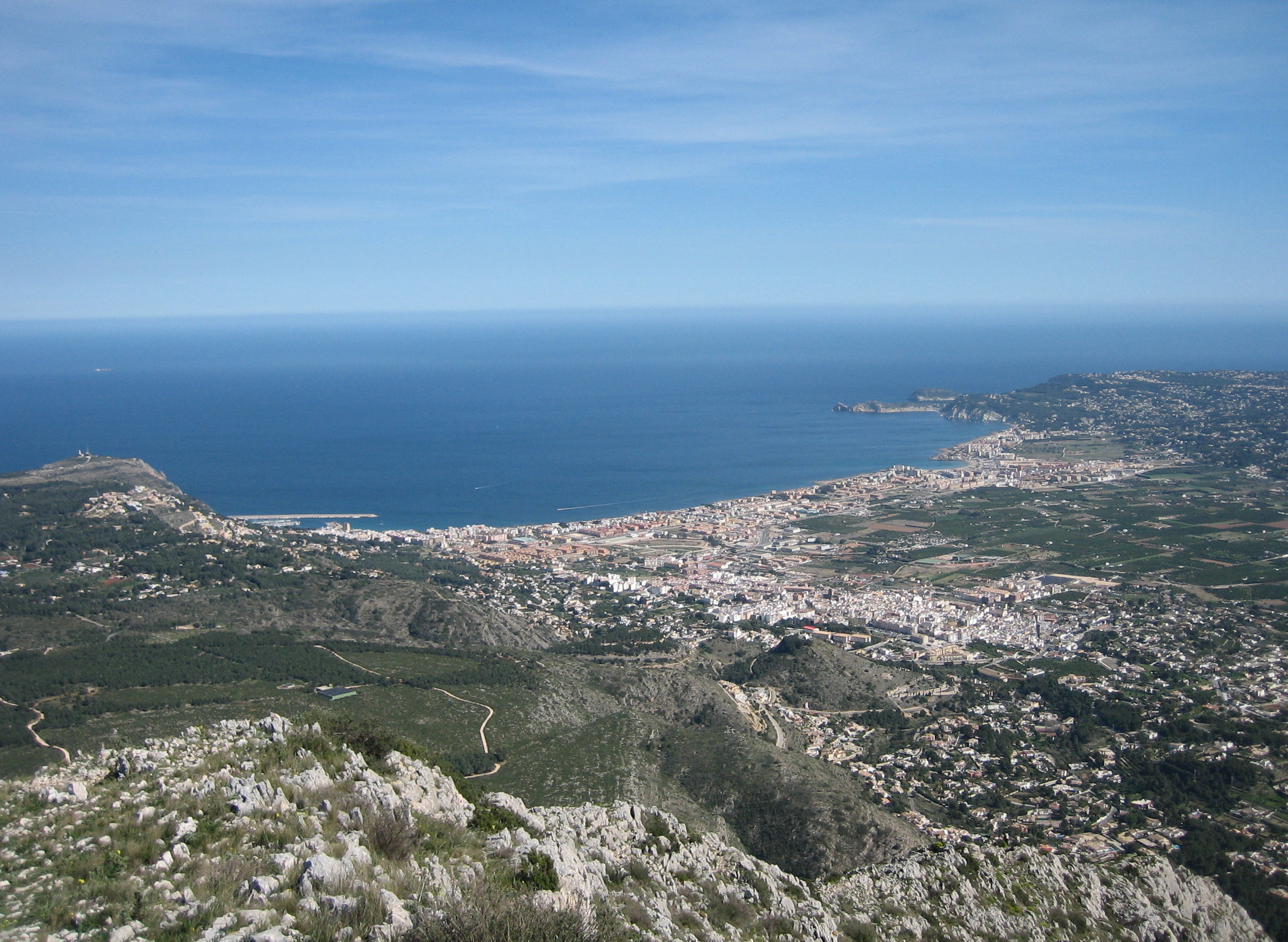
Xàbia Stadt

Costa Blanca (katalanisch/spanisch für ‚weiße Küste‘) bezeichnet tourismusgeographisch die Küste der spanischen Provinz Alicante, die sich von Dénia im Norden bis Pilar de la Horadada im Süden erstreckt. Die Provinzverwaltung vermarktet unter diesem Begriff touristisch nicht nur die Küste, sondern ihr gesamtes Territorium (einschließlich des Hinterlandes).

## Name
Der Name Costa Blanca wurde in den 1950er Jahren von Tourismusmanagern geschaffen. Er spielt einerseits auf die traditionell weiß gestrichenen Häuser an, andererseits auf die Lichtverhältnisse, die den Sand weiß erscheinen lassen. Der Kontrast zwischen blauem Meer und heller Küste findet sich auch in der blau-weißen Flagge der Provinz Alicante (Stadt des Lichts), zu der die Costa Blanca großenteils gehört. Sie wird manchmal auch als Golf von Alicante bzw. Bucht von Alicante bezeichnet.
Ursprünglich bezeichnete der Begriff die Mittelmeerküste der Provinz Alicante, der südlich angrenzenden Provinz Murcia und der wiederum daran südlich angrenzenden Provinz Almería bis zum Cabo de Gata. 1979 erhielt die Küste der Provinz Almería offiziell die tourismusgeographische Bezeichnung Costa de Almería. Die Region Murcia wählte 1984 für ihren Küstenabschnitt die Bezeichnung Costa Cálida.

## Geographie
Im Süden schließt sich die Costa Cálida an. Das Mar Menor wird je nach Quelle zu beiden Küsten gerechnet.

## Tourismus
Die Costa Blanca ist als Flachküste und wegen ihres milden mediterranen Klimas ein beliebtes Ferienziel von Touristen aus Spanien und ganz Europa. Der Tourismus gilt seit Mitte des 20. Jahrhunderts als Motor der spanischen Wirtschaft, einen Höhepunkt erreichte er hier – wie im gesamten Land – Anfang der 1970er Jahre. Mit dem Tourismus stieg auch das Bauvolumen, was die Region zeitweise zur größten Baustelle Europas machte. Es gibt zum Beispiel Golfplätze mit angrenzenden Urbanisationen in Größen von bis zu 20.000 Wohneinheiten. Neben Touristen aus Deutschland reisen auch Spanier aus Madrid gern an die Costa Blanca, weil es von der Hauptstadt aus die nächstgelegene Küste ist. Zunehmend macht sich bemerkbar, dass auch andere zahlungskräftigere Käuferschichten, vornehmlich aus Osteuropa, sich an der Costa Blanca ansiedeln.

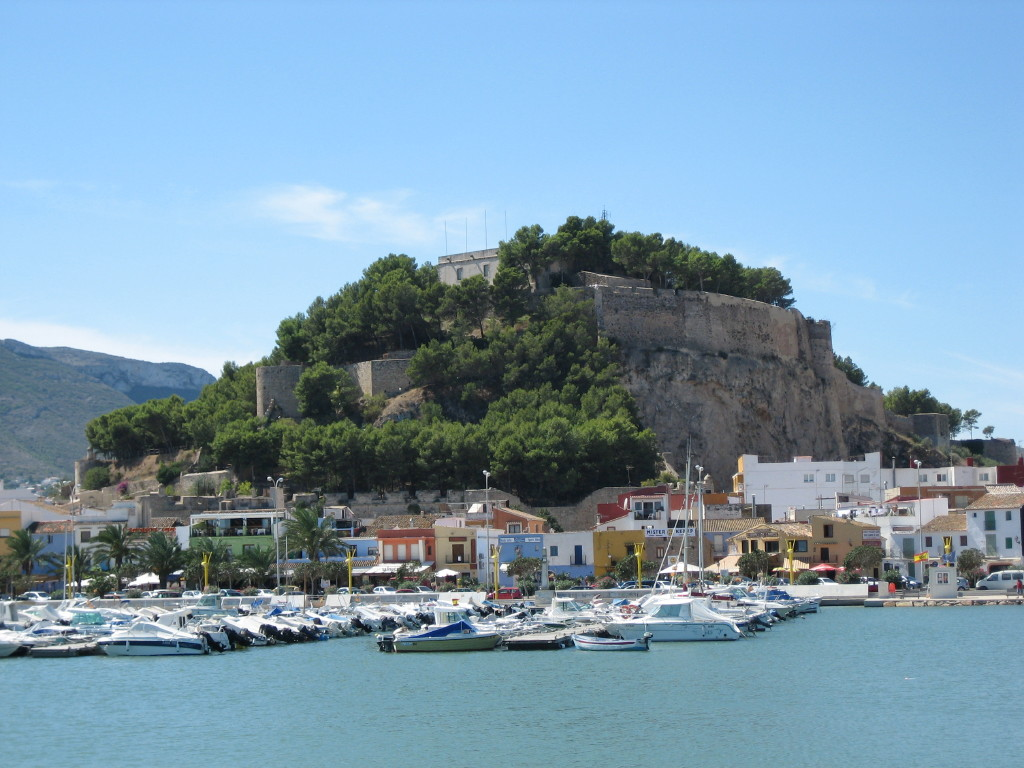
Burg von Dénia

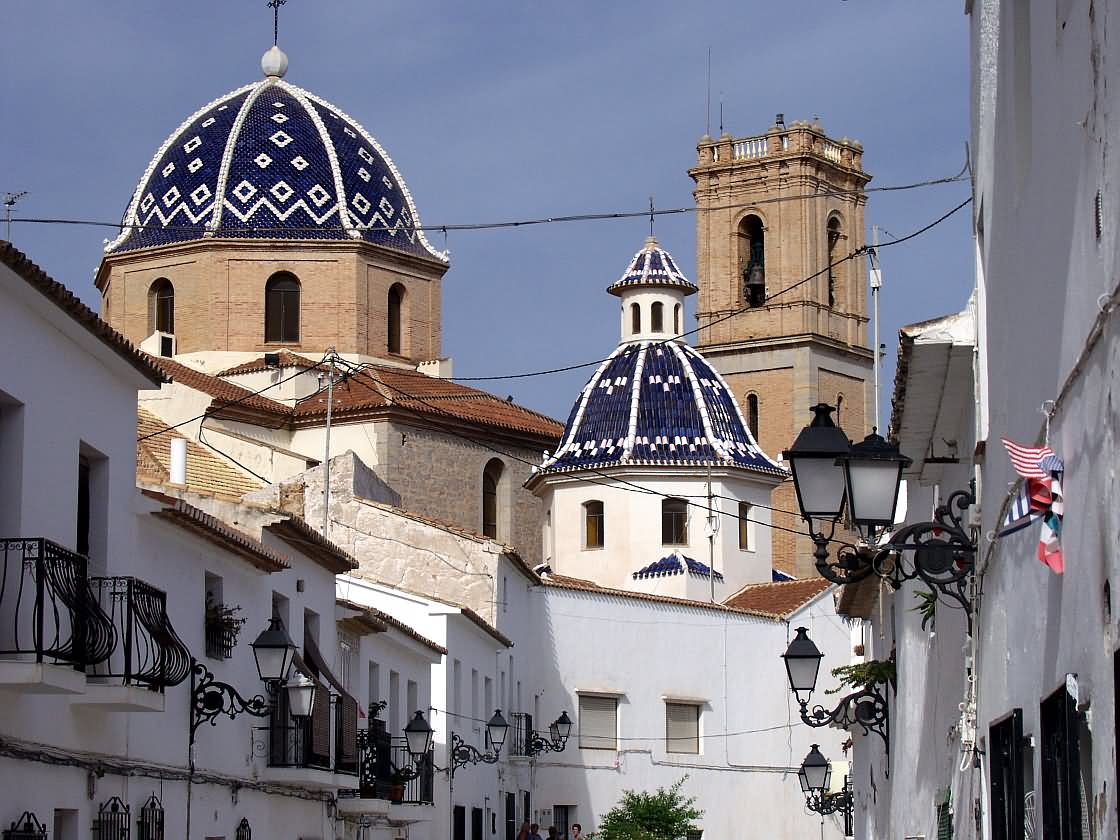
Altea

Zu den bekanntesten Ausflugszielen zählen die Freizeitparks Terra Mítica, Mundo Mar, Terra Natura. 

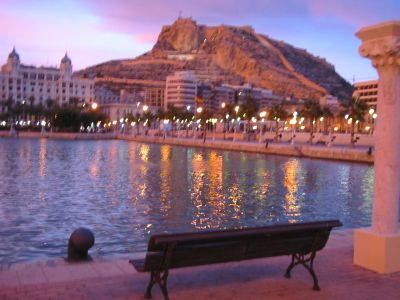
Alicante Hafen

Sehenswert sind auch die kleinen Dörfer im Hinterland. Viele der Dörfer haben sich noch ihren spanischen Ursprung erhalten, andere Dörfer, die näher zur Küste liegen, sind von Feriensiedlungen und Luxusapartments nicht verschont geblieben. Trotzdem sind besonders die Dörfer Jalon, Lliber, Alcalali, Parcent, Murla, Castell de Castels, Guadalest und viele andere einen Besuch wert.
Bei einem Besuch an der weißen Küste kann sich jeder Besucher in Touristikinformationsbüros, die in den größeren Orten leicht zu finden sind, über Ausflugsmöglichkeiten erkundigen.
Das Dorf Jalon, oder Xaló, in Valencianisch, ist bekannt für seine Weine, Rosinen und Mandelprodukte, sowie für seine Embutidos, luftgetrocknete Wurstsorten. Jeden Samstagsvormittag findet ein Flohmarkt statt, wo an die vorwiegend ältere Käuferschaft allerlei Billigkram verkauft wird. Den Erzählungen nach muss bei den Anfängen des Flohmarktes von Jalón ein Madrilene ein sehr kostbares Bild für wenig Geld gekauft haben. Seit dieser Berichterstattung, welche sich in ganz Spanien wie ein Lauffeuer verbreitet hat, wächst dieser Flohmarkt immer weiter.

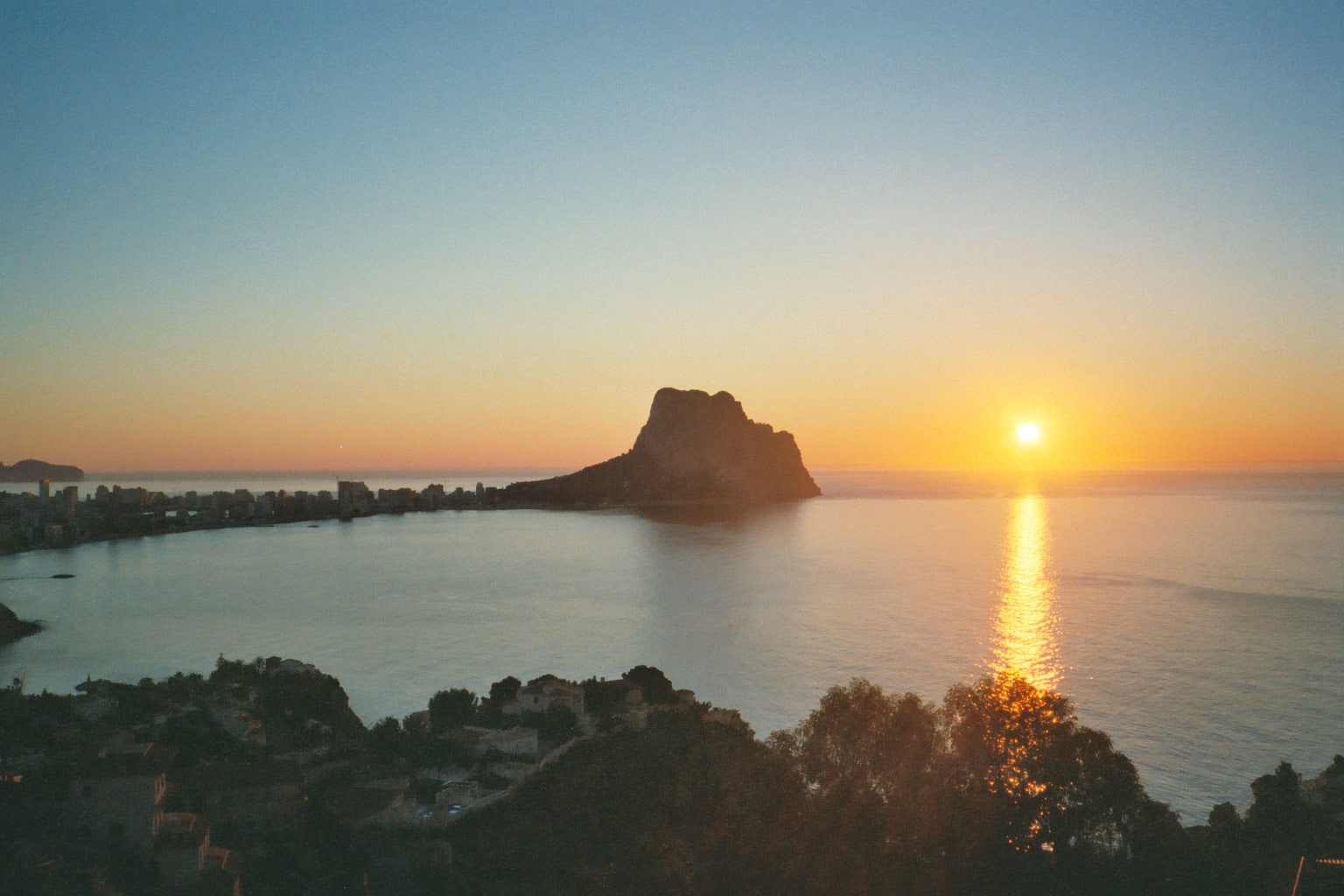
Das Peñón de Ifach

Es gibt jedoch in diesen Dörfern wenig Unterkunftsmöglichkeiten, so dass man zum Beispiel auf die großen Hotels an den Küsten und auf die angebotenen Ferienwohnungen angewiesen ist. Diese Unterkunftsmöglichkeiten sind in der Hochsaison meist ausgebucht. Mit ein wenig Glück kann man auf dem Weg von Jalon nach Benissa einige finden.
Im Gemeindegebiet Lliber gibt es eine internationale Schule unter englischer Führung. Ihr Angebot für englischsprachigen Unterricht wird nicht nur von englischen Muttersprachlern, sondern auch von Spaniern und angehörigen anderer Nationalitäten angenommen.
Ein idyllisch gelegenes Ausflugsziel ist die Ruine des Preventori d’Aigües, eines ehemaligen Luxus-Kurhotels und späteren Tuberkulose-Sanatoriums nahe Alicante.
Südlich Alicantes sind der Fischerhafen Santa Pola mit der vorgelagerten Insel Tabarca, die Weltkulturerbe-Stadt Elche, die Bischofsstadt Orihuela und die Großstadt Torrevieja touristische Anziehungspunkte.

## Bekannte Orte

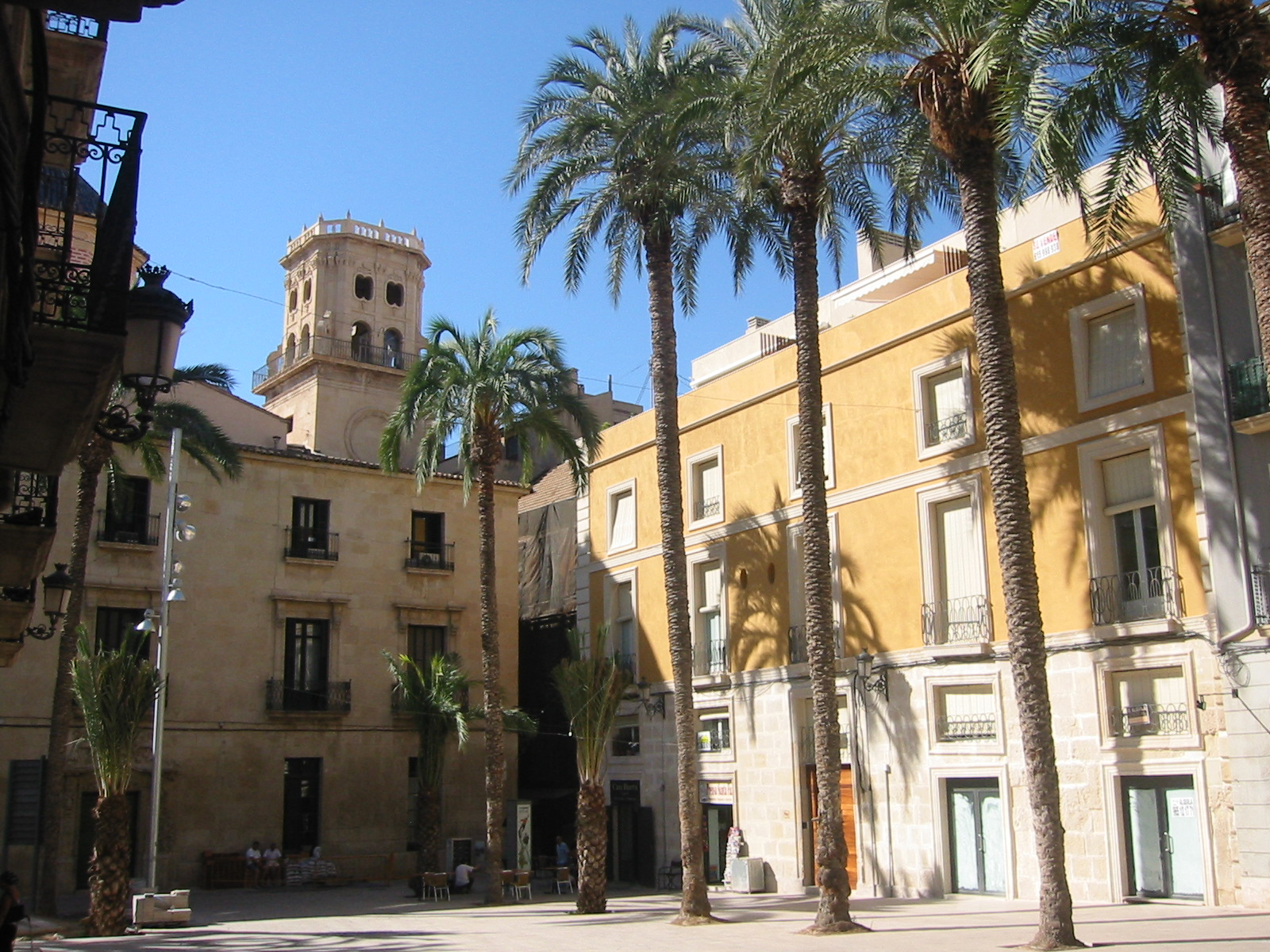
Straße in Alicante

- Calpe/Calp
- Moraira
- Jávea/Xàbia
- Dénia
- Altea
- Benidorm
- Villajoyosa/La Vila Joiosa
- Alicante/Alacant
- Torrevieja
- Benissa
- Guardamar del Segura
- Benitachell – Cumbre del Sol

## Galerie

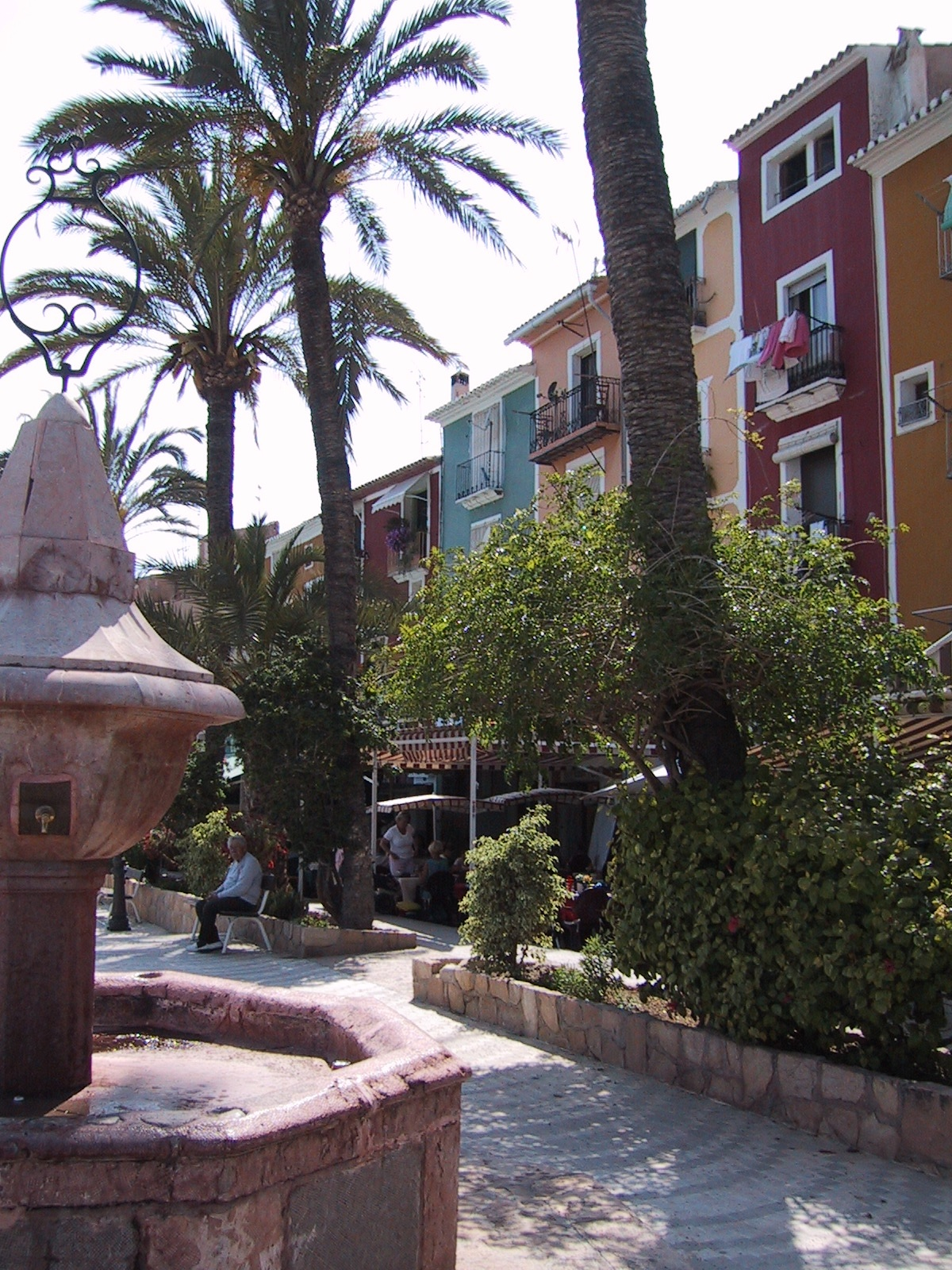
Villajoyosa
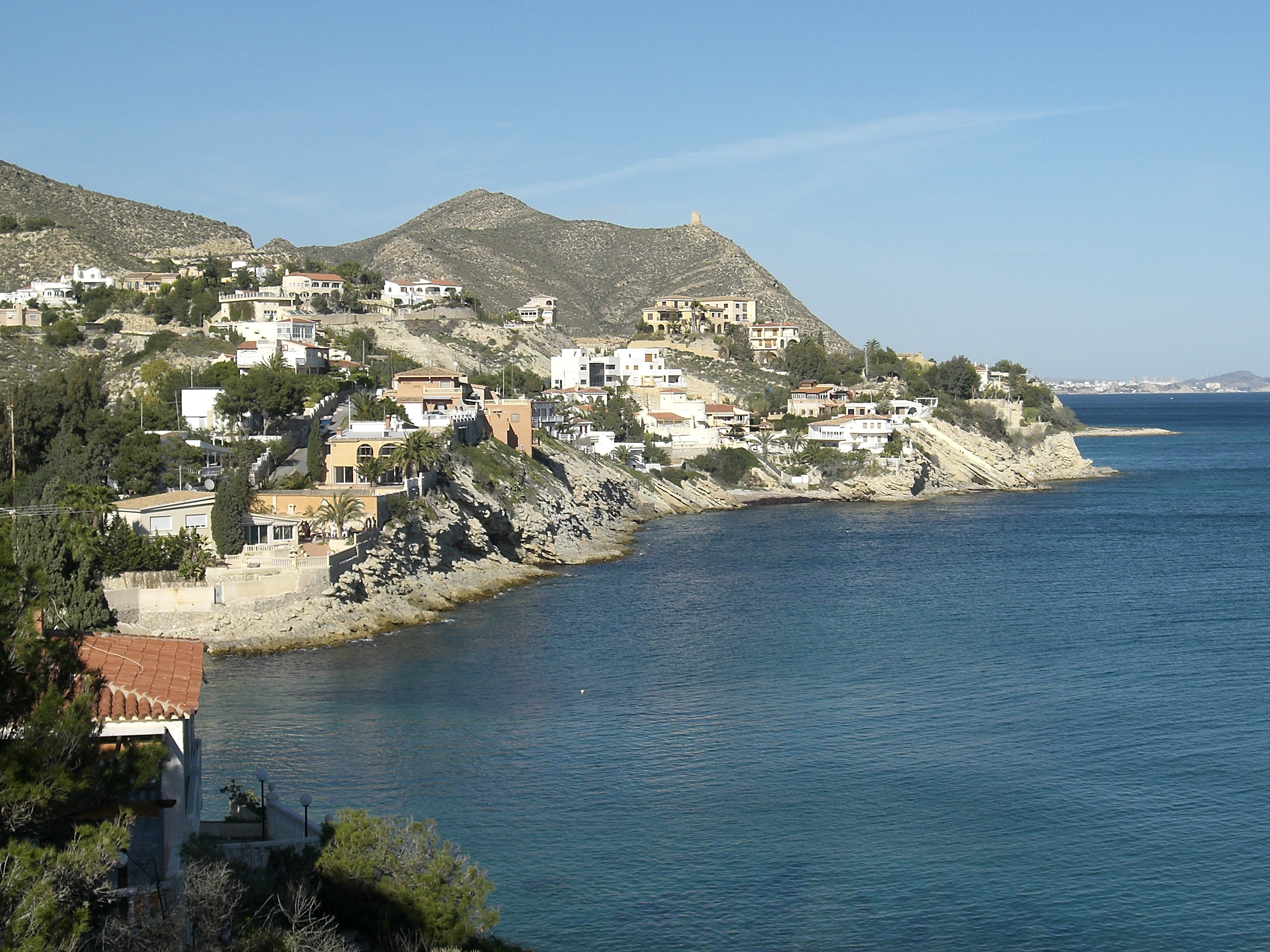
Coveta Fumá
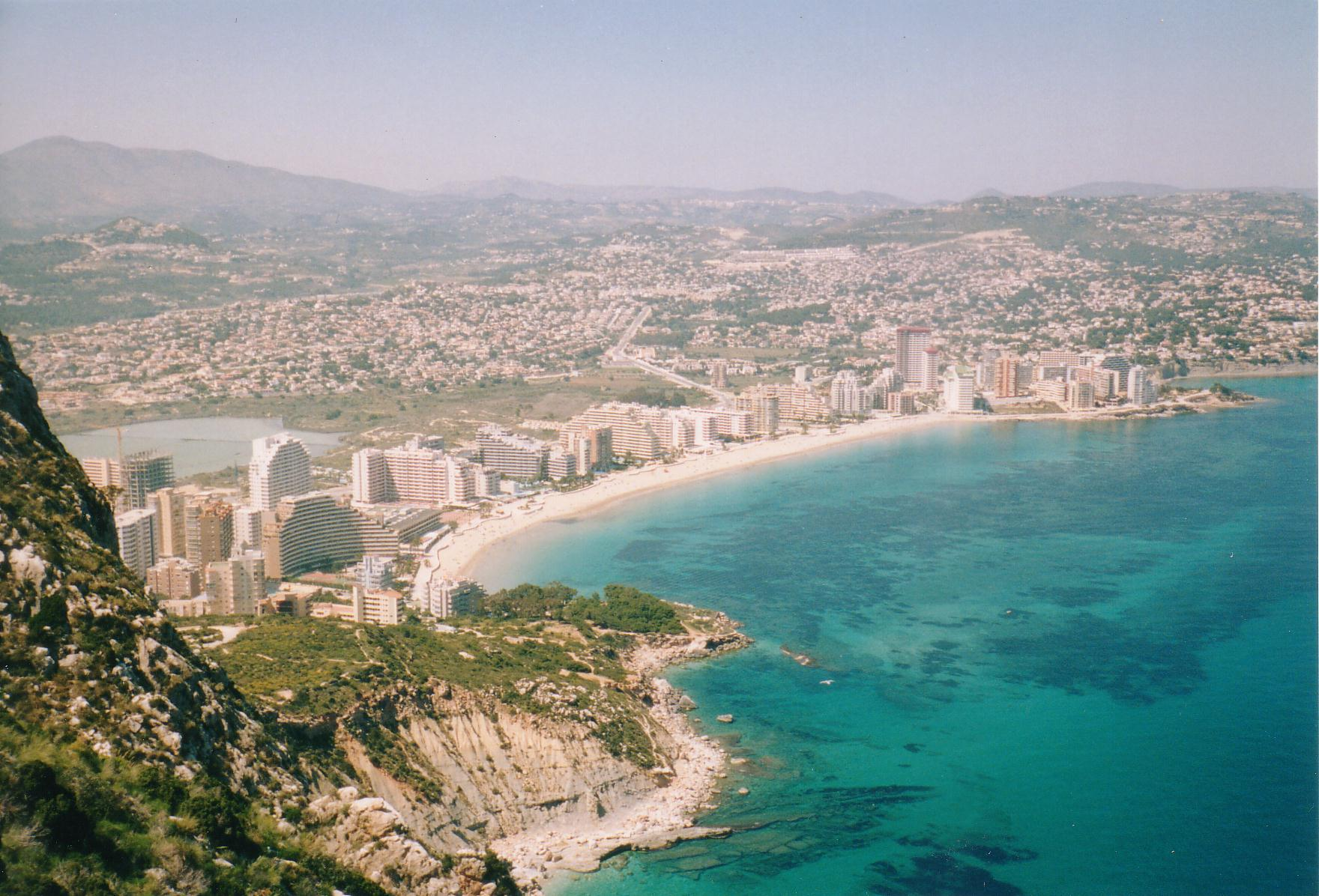
Strand in Calpe
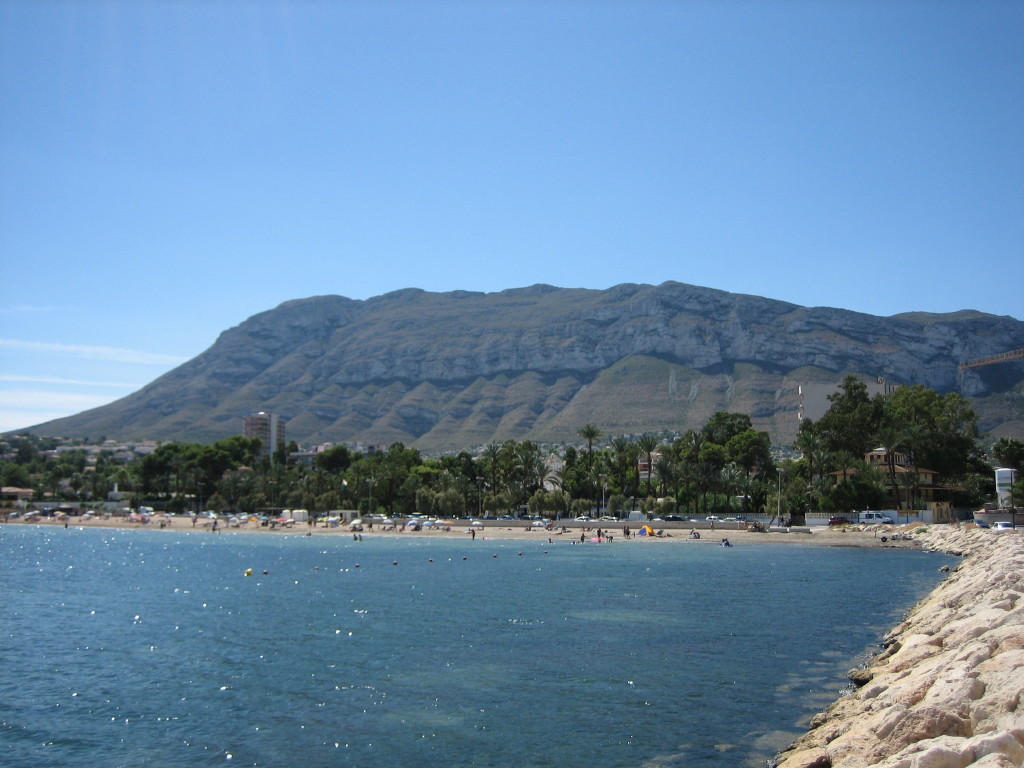
Der Montgó
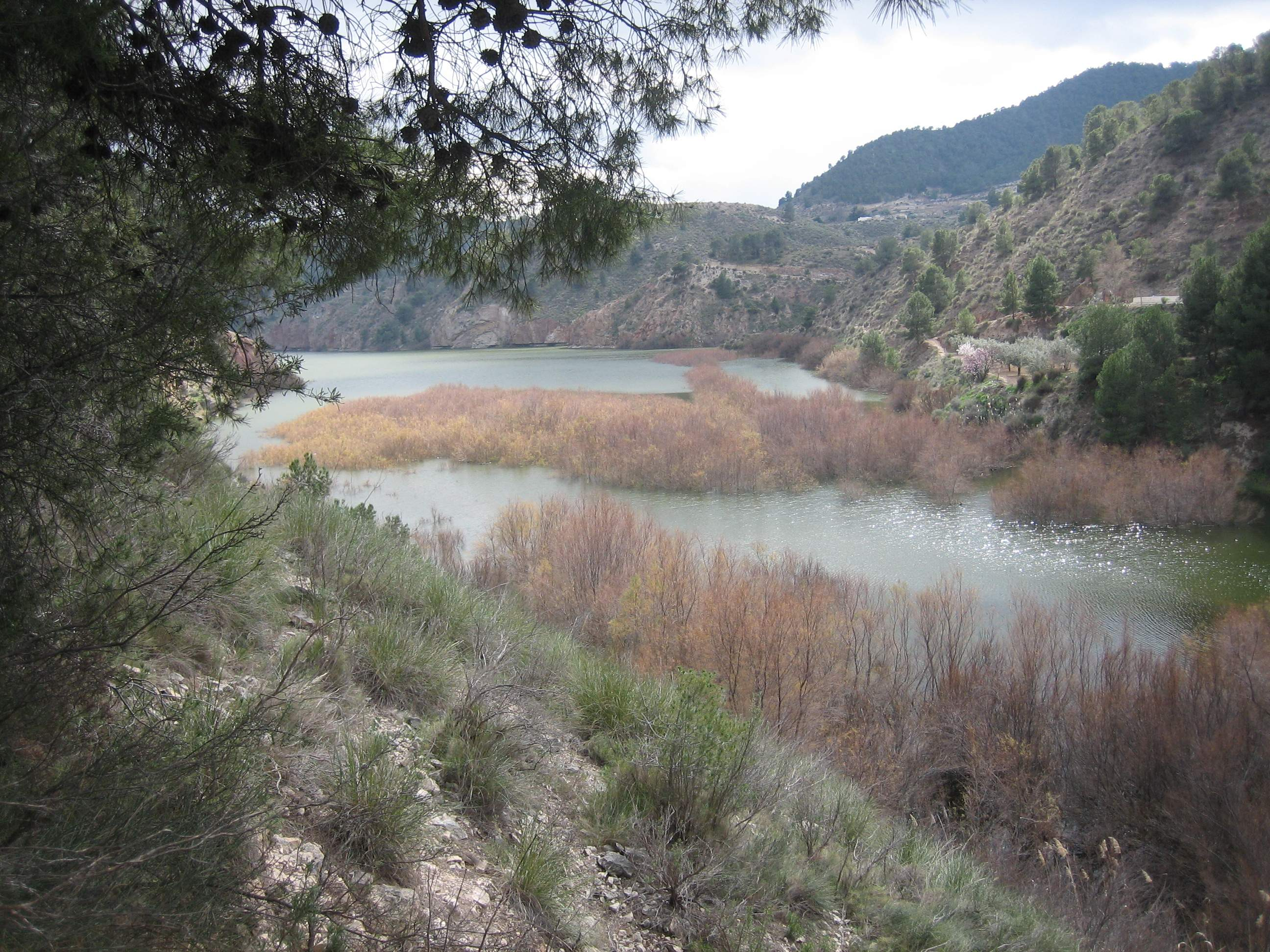
Tibi Stausee
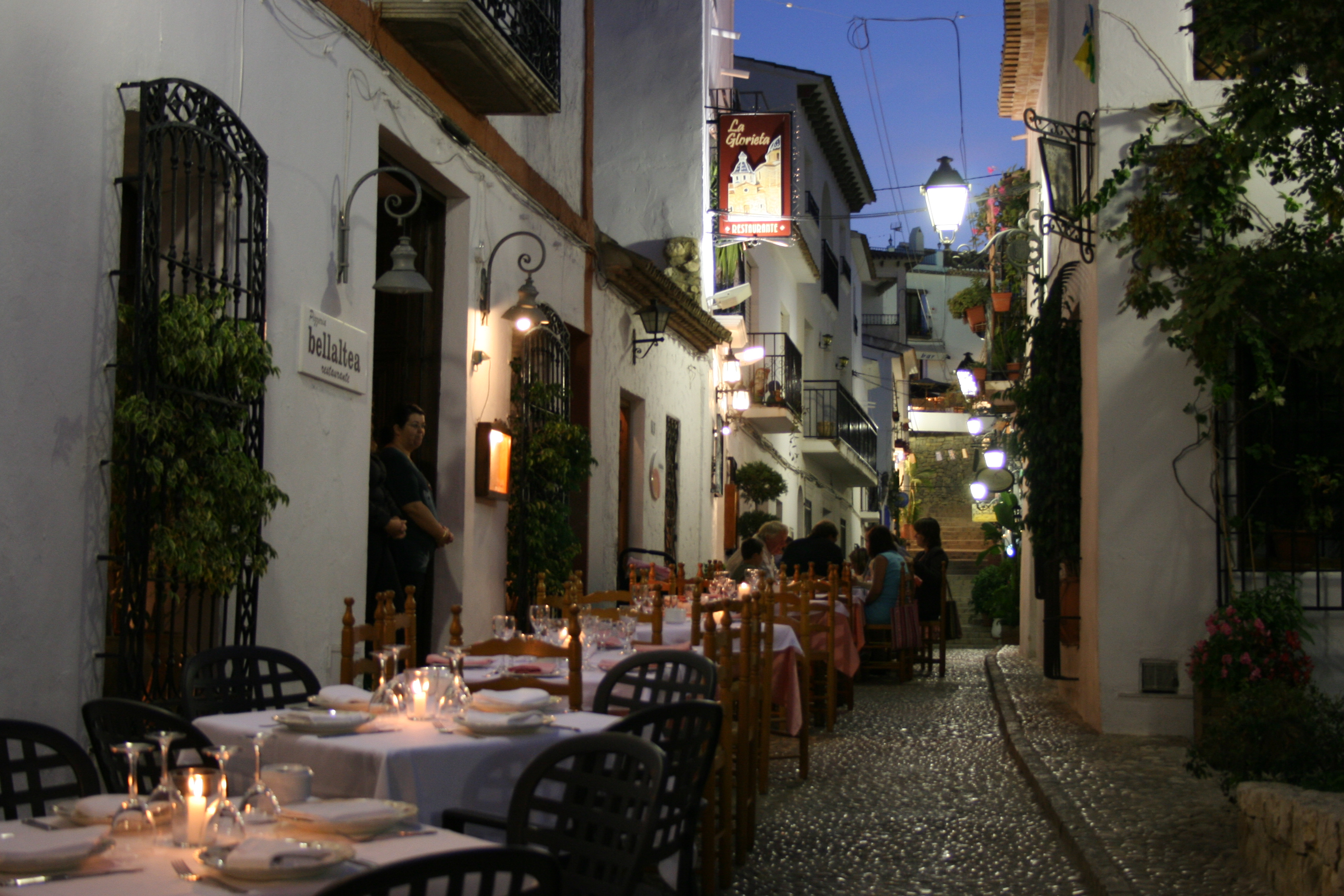
Straße in Altea
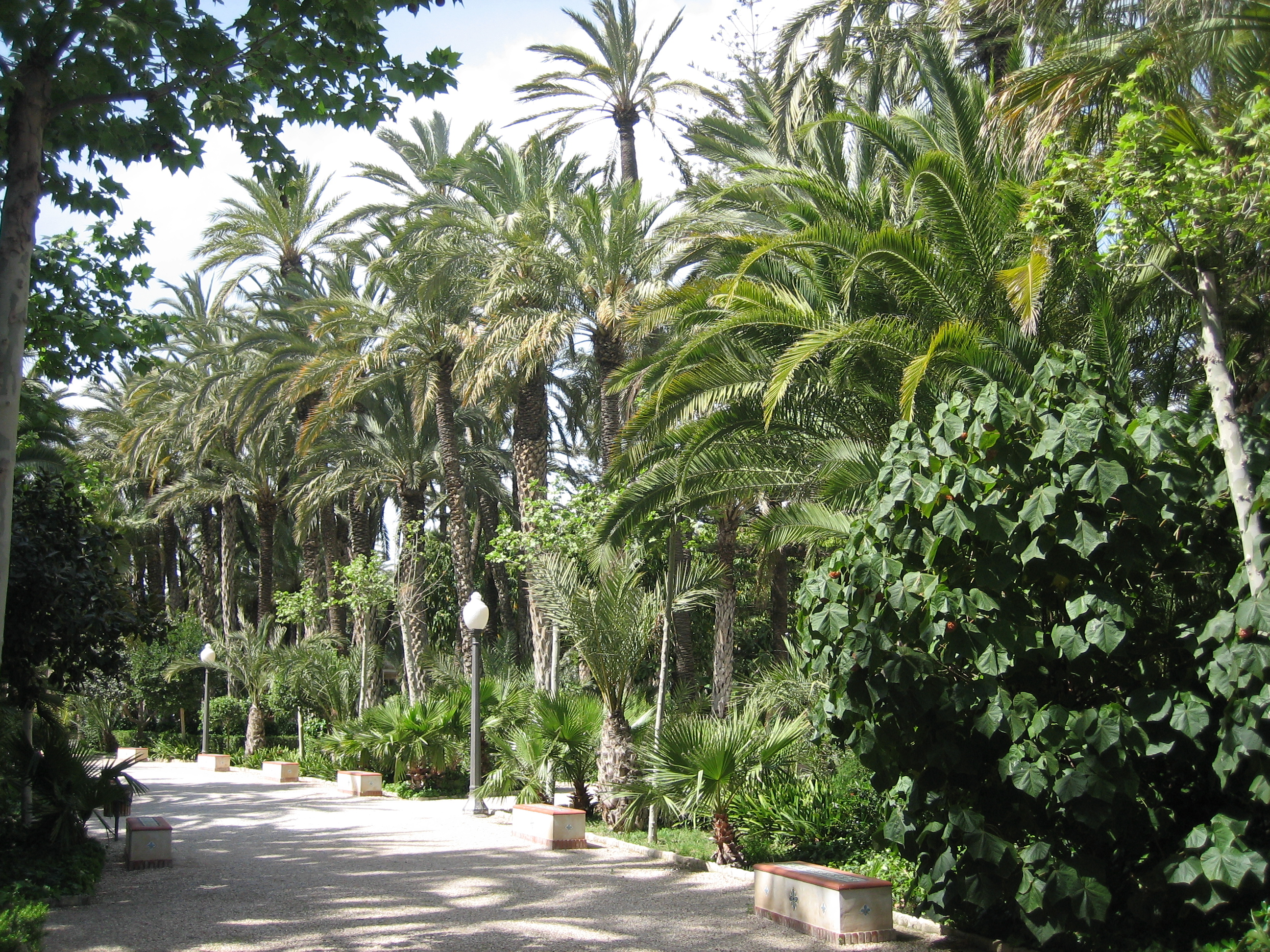
Palmen in Elche
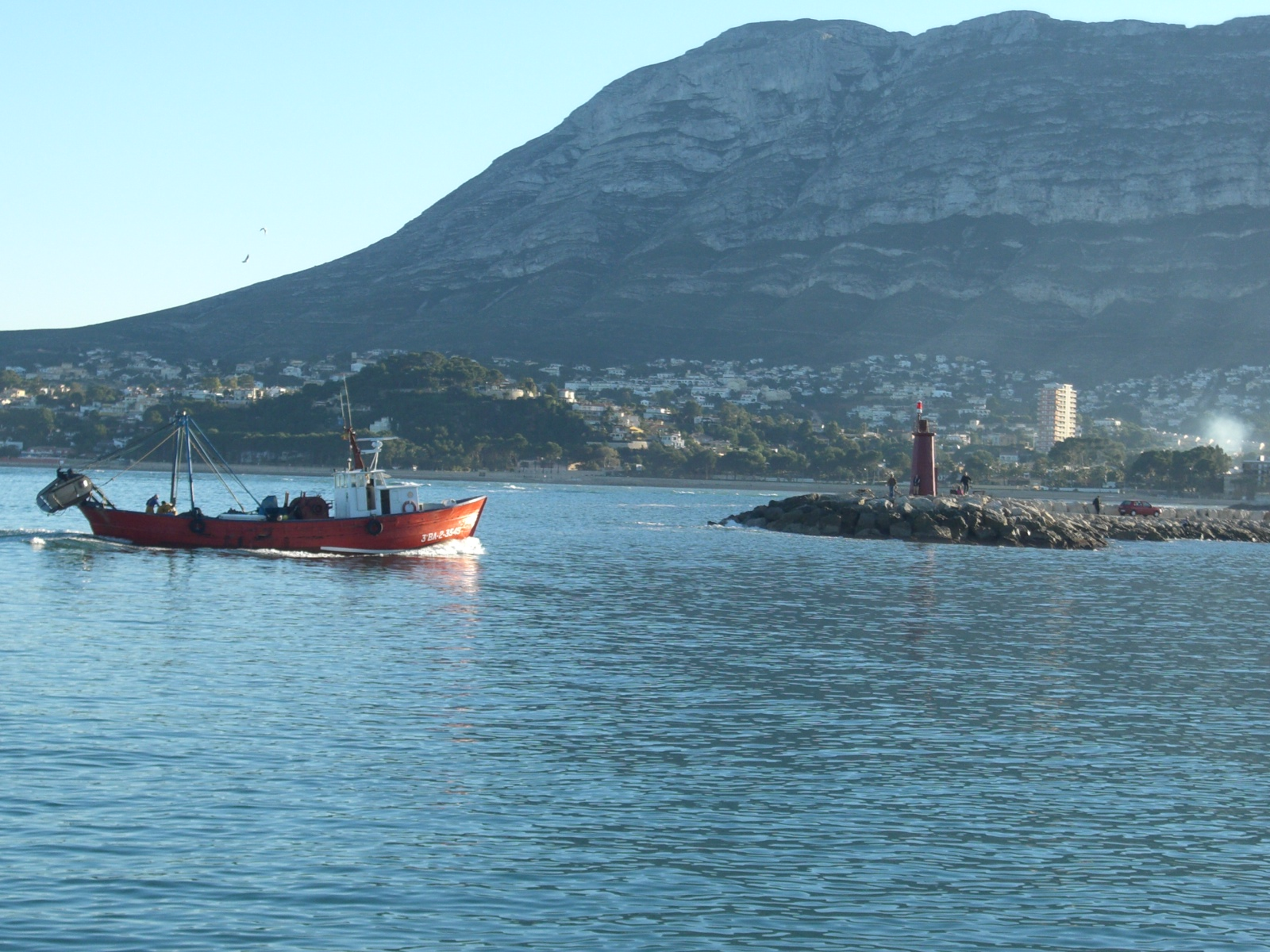
Dénia Hafen

## Nachweise
1. ↑  Breuer, Toni (1982): Spanien. 1. A., S. 213.
2. ↑  Fründt, Hans-Jürgen (2009): Costa Blanca. 4. A., S. 77.
3. ↑  ORDEN de 13 de marzo de 1965 por la que se inscriben en el Registro de Denominaciones Geoturistícas las denominaciones correspondientes a costas españolas, con la extensión que en cada caso se determina. In: Boletín Oficial del Estado. 13. März 1965, abgerufen am 23. März 2021 (spanisch).
4. ↑  ORDEN de 28 de marzo de 1979, sobre Inscripción en el Registro de Denominaciones Geoturisticas de la denominación "Costa de Almería", solicitada por don Daniel L. Aury, Gerente de la Mancomunidad Turística de la Costa de Almería (Almantur) y se derogan parcialmente las Ordenes de fechas 10 de diciembre de 1964 y 13 de marzo de 1965, de Información y Turismo. In: Boletín Oficial del Estado. 26. März 1979, abgerufen am 23. März 2021 (spanisch).
5. ↑  ORDEN sobre fijación de la denominación «COSTA CALIDA» para el litoral costero de la Región de Murcia. In: Boletín Oficial de la Región de Murcia. 4. September 1984, abgerufen am 23. März 2021 (spanisch).
6. ↑  Meyers Enzyklopädisches Lexikon, Band 6, Seite 50, Bibliographisches Institut, Mannheim 1972
7. ↑  Spanien: Alptraum Tourismus, in Der Spiegel Nr. 35/1973, 27. August 1973

Koordinaten: 38° 21′ 14″ N, 0° 24′ 29″ W